# Талахаси (Оклахома)
Талахаси (енгл. Tullahassee) град је у америчкој савезној држави Оклахома.

## Демографија
По попису из 2010. године број становника је 106, што је 0 (0,0%) становника више него 2000. године.
| Група             | 2000.      | 2010.      |
| Белци             | 30 (28,3%) | 23 (21,7%) |
| Афроамериканци    | 71 (67,0%) | 67 (63,2%) |
| Азијати           | 0 (0,0%)   | 0 (0,0%)   |
| Хиспаноамериканци | 0 (0,0%)   | 0 (0,0%)   |
| Укупно            | 106        | 106        |